# 볼라퓌크 위키백과

볼라퓌크 위키백과의 로고

볼라퓌크 위키백과(Vükiped)는 인공언어 볼라퓌크로 쓰인 위키백과이다. 2003년에 설치되었다. 기호는 vo이다.
2007년 여름, 봇을 이용해 유럽과 아메리카의 지자체에 관한 짧은 문서를 대량으로 생성하여 급격한 성장을 보였다. 문서 개수는 6월 초에 약 5,500개였으나, 9월 8일에 10만 개를 달성했다. 그러나 2009년 현재는 성장세가 줄어 문서 수는 약 11만 개이다.

## 같이 보기
- 위키백과의 역사
- 위키백과 목록
- 볼라퓌크